# Pfarrkirche Schwendt

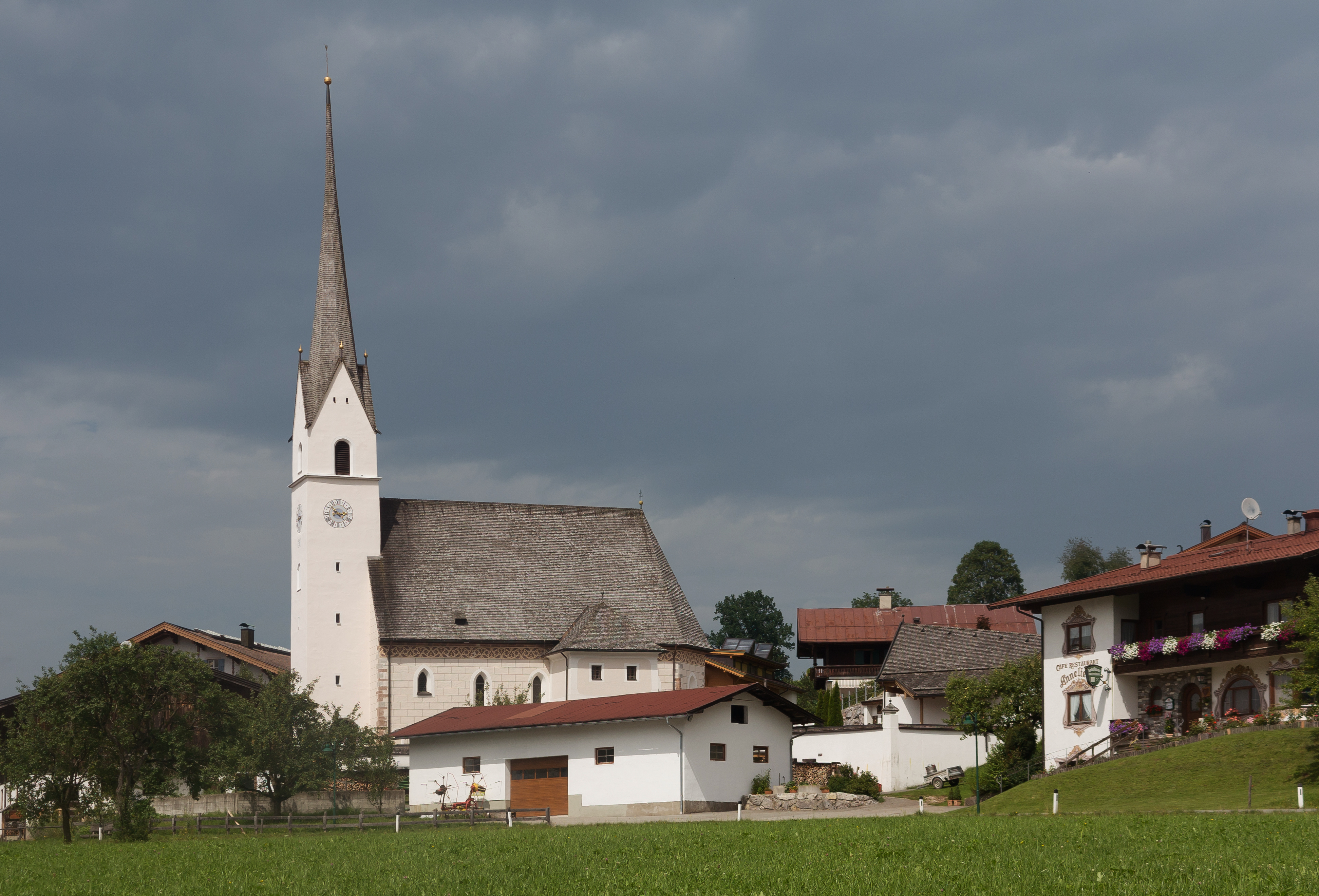
Katholische Pfarrkirche hl. Ägidius in Schwendt von Süden

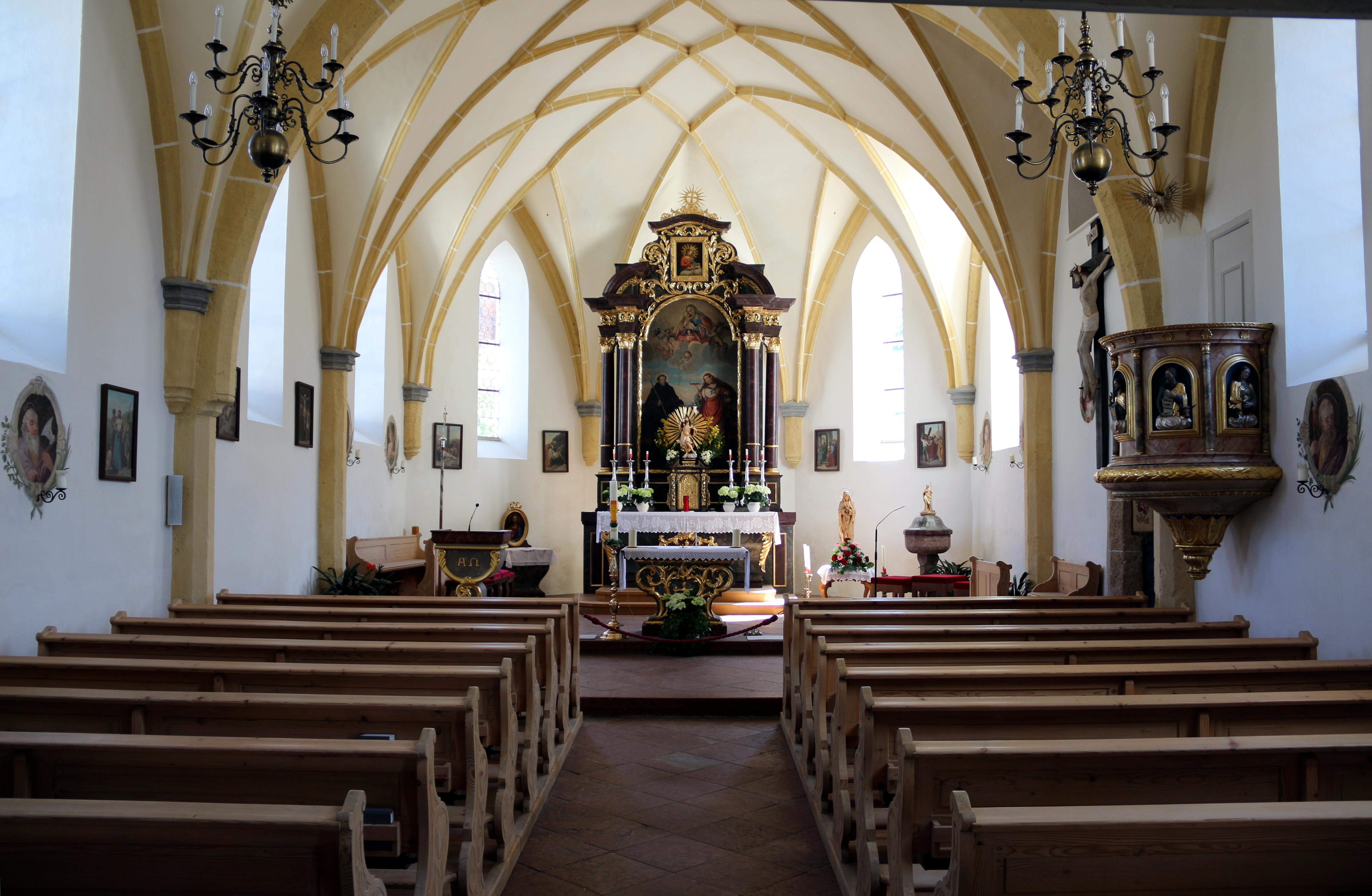
Langhaus, Blick zum Chor

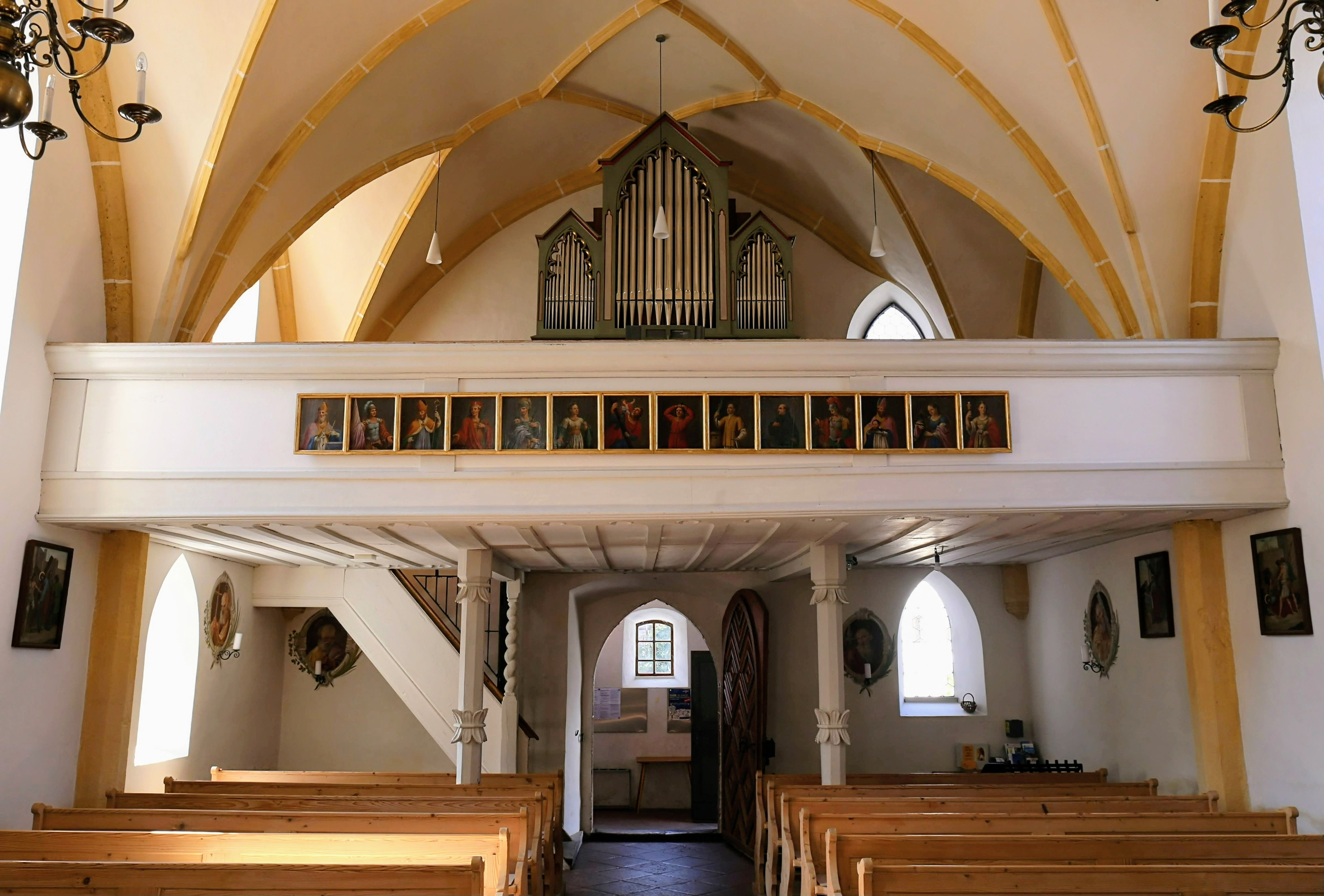
Langhaus, Blick zur Westempore

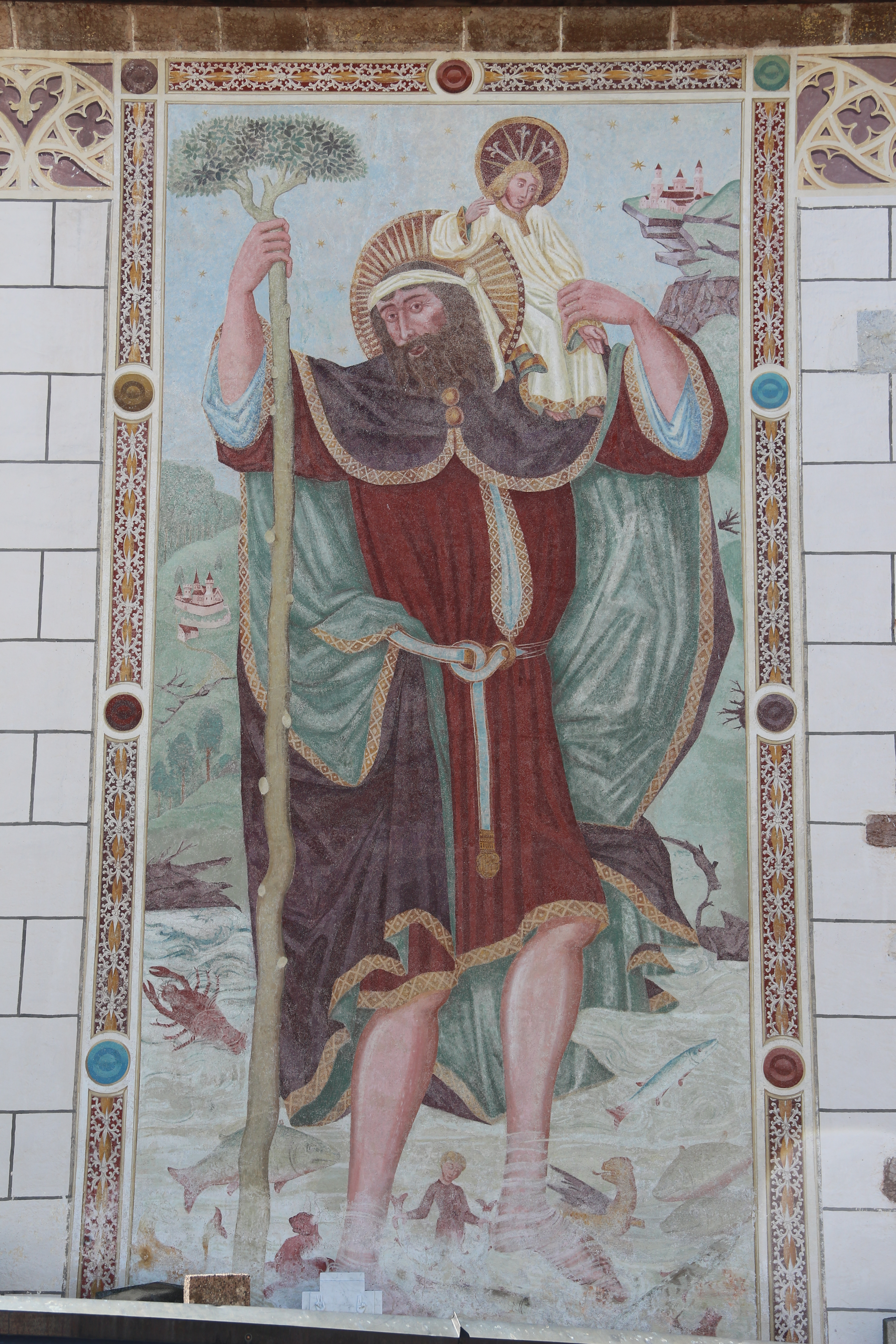
Außenbild Christophorus um 1510

Die Pfarrkirche Schwendt steht leicht erhöht am Ostrand des Dorfes in der Gemeinde Schwendt im Bezirk Kitzbühel im Bundesland Tirol. Die dem Patrozinium hl. Ägidius unterstellte römisch-katholische Pfarrkirche gehört zum Dekanat St. Johann in Tirol in der Erzdiözese Salzburg. Die Kirche und der Friedhof stehen unter Denkmalschutz (Listeneintrag).

## Geschichte
Urkundlich wurde 1363 eine Kirche genannt. 1506 wurde ein Neubau geweiht. Der Turm wurde 1686 erbaut. 

## Architektur
Der spätgotische Kirchenbau mit einem Westturm ist von einer Friedhofsmauer umgeben.
Das schlichte Kirchenäußere unter Schindeldächern und mit Spitzbogenfenstern hat ein Langhaus und einen gleich breiten Chor mit einem polygonalen Schluss. Der vorgestellte Westturm hat rundbogige abgefaste Schallfenster 1687 und trägt einen Giebelspitzhelm. Südseitig wurde 1749 eine dreigeschoßige Sakristei angebaut. Die nördliche Langhauswand zeigt das spätgotische Wandgemälde Christophorus um 1510. Das Westportal ist spitzbogig und abgefast.
Das Kircheninnere zeigt ein dreijochiges Langhaus und einen einjochigen Chor mit einem Fünfachtelschluss unter Stichkappentonnengewölben mit erneuerten Netzrippen in Gips auf polygonalen Wandpfeilern bzw. Absenkern. Langhaus und Chor in gleicher Breite sind durch eine kräftige Gurtrippe abgesetzt. Das gotische segmentbogige Sakristeiportal hat eine Eisenplattentür. Die Westempore ist aus Holz.
Es gibt gemalte Apostelmedaillons aus dem 17./18. Jahrhundert.

## Ausstattung
Der Hochaltar um 1700 zeigt das Altarbild Ägidius und Maria Magdalena und im Oberbild Maria das Kind anbetend. Die Orgel mit sechs Registern aus 1895 stammt von Josef Sapl.
Die seitlichen Altäre tragen die Statuen Maria und Schmerzensmann aus dem vierten Viertel des 17. Jahrhunderts. Die Kanzel ist aus dem 19. Jahrhundert.